# دانيال شوبرا
دانيال شوبرا (بالسويدية: Daniel Chopra)‏ هو لاعب غولف سويدي، ولد في 23 ديسمبر 1973 في ستوكهولم في السويد.

## وصلات خارجية
- الموقع الرسمي
- دانيال شوبرا على موقع رابطة لاعبي الغولف المحترفين (الإنجليزية)
- دانيال شوبرا على موقع رابطة أوروبا للاعبي الغولف المحترفين (الإنجليزية)
- دانيال شوبرا على موقع التصنيف العالمي الرسمي للغولف (الإنجليزية)